# Kanal D
Kanal D este un post turcesc privat de televiziune deținut de către Doğan Yayın Holding, cu sediul în Istanbul.

## Istoric
Kanal D a fost lansat pe 19 decembrie 1993 de către Ayhan Sahenk și Aydın Doğan, după o perioadă de emisie test începută pe 20 septembrie. Acesta este unul dintre primele posturi TV private din Turcia, pe lângă Star TV, Show TV și ATV. La 17 octombrie 1994, Aydın Doğan cumpără partea deținută de Sahenk, schimbându-i totodată și identitatea în cea avută și astăzi.
Bazată în Germania, în 1996 s-a lansat canalul Kanal D Fun, devenit în 7 martie 2005 versiunea europeană a postului, Euro D. Totodată, pe 18 februarie 2007, apare și varianta locală Kanal D România, post din care compania elvețiană Ringier deține 25%.
Începând din 2008, Kanal D emite în HD, iar in 2009, acesta a obținut titlul de cel mai vizionat canal de televiziune din Turcia.

## Program
Programele cele mai cunoscute sunt cele din seria Poveste de familie (Yaprak Dökümü, 2006-2010) și Cu capul în nori (Kavak Yelleri, 2007-2011), bazate pe romanele scriitorului turc Reşat Nuri Güntekin, serialul Iubire ascunsă (Aşk-ı Memnu, 2008-2011; adaptarea romanului lui Halid Ziya Uşaklıgil din 1900), seria Micuțele domnișoare (Küçük Kadınlar, 2008-2011; acțiune inspirată de romanul american Cele patru fiice ale doctorului March) și La umbra teilor (Ihlamurlar Altında, 2005-2008). A avut succes, de asemenea, Ginere de import (Yabancı Damat, 2004-2007), care a fost dedicat relațiilor greco-turce, iar în Grecia a realizat o cotă de piață unele cu peste 55%.
Alte formate populare includ emisiunile Sketch, Çok Güzel Hareketler Bunlar (2008–2011) și Beyaz Show. Datorită serialului de televiziune Trădarea (Öyle bir geçer zaman ki), cu actrița germană Wilma Elles, Kanal D a ajuns în anul 2012 până la 25 de milioane de telespectatori. Alte seriale populare au fost Yalan Dünya cu Beyazıt Öztürk, Inimă de frate (Kuzey Güney) cu Kıvanç Tatlıtuğ, Umutsuz Ev Kadınları (adaptare după Neveste disperate) și Fatmagül (Fatmagül'ün Suçu Ne?) cu Beren Saat și Engin Akyürek.